# Баркер, Гарольд
Гарольд Росс Баркер (англ. Harold Ross Barker; 12 апреля 1886, Марилебон, Большой Лондон — 29 августа 1937, Хенли-он-Темз, Оксфордшир) — британский гребец, серебряный призёр летних Олимпийских игр 1908 года.
На Играх 1908 года в Лондоне Баркер входил во второй экипаж четвёрок Великобритании. Его команда обыграла в полуфинале Нидерланды, но проиграла в финале другому британской экипажу и в итоге заняла второе место, получив серебряные медали.